# Wojna z Pekotami
Wojna z Pekotami (I podbój purytański) – wojna na pograniczu kolonii angielskich w Ameryce Północnej, toczona w latach 1637–1638 pomiędzy osadnikami z kolonii Connecticut i Massachusetts a Indianami z plemienia Pekotów (ang. Pequot).
Na początku XVII w. Pekoci zajmowali znaczną część obecnego stanu Connecticut, obejmującą tereny pomiędzy rzeką Thames a wyspą Rhode Island, część wyspy Long Island i tereny wzdłuż cieśniny Long Island. Ich liczebność w tym okresie szacuje się na 13 000 osób, a holenderscy i angielscy osadnicy uważali ich za jedno z najpotężniejszych plemion Nowej Anglii. Pekoci dominowali na tym obszarze i pobierali m.in. daninę od plemion Narragansett na zachodzie i Niantic na wschodzie. Mimo trwającej od ok. 1630 korzystnej dla obu stron wymiany handlowej Indian z Holendrami i Anglikami, dochodziło też coraz częściej do sporów terytorialnych i zatargów wynikających ze wzajemnej nieznajomości kultury i zwyczajów drugiej strony.
Bezpośrednią przyczyną wybuchu konfliktu stało się zamordowanie w zemście za wcześniejsze krzywdy przez sprzymierzonych z Pekotami Indian Niantic dwóch angielskich kupców, najpierw kapitana Johna Stone’a, a następnie kapitana Johna Oldhama 20 czerwca 1636. Pekoci udzielili sprzymierzonym Nianticom schronienia, czym narazili się na zemstę kolonistów. Wojna miała także szersze przyczyny – konflikt Pekotów ze wspieranymi przez Anglików Narragansettami i Moheganami wodza Uncasa, rywalizację o terytoria Pekotów pomiędzy rozrastającymi się koloniami Massachusetts i Connecticut oraz gwałtowne zmniejszanie się liczebności plemienia – głównie wskutek przywleczonych przez białych chorób (w 1633 było już tylko ok. 4000 Pekotów).
Karna ekspedycja przeciwko Pekotom wyruszyła wiosną 1637 z Connecticut pod dowództwem kapitana Johna Endicotta (J. Masona?). Anglicy żądali od wodza Pekotów Sassacusa m.in. wydania winnych zabójstwa oraz daniny w postaci 800 metrów pasów wampum. 26 maja oddział milicji kolonialnej i sprzymierzonych z nią Indian zaatakował, a następnie podpalił i zniszczył obronną wioskę Pekotów Fort Mystic (Stonington). Wycofujących się Indian rozbiły 26 lipca pod New Heaven połączone siły kolonii Plymouth, Massachusetts i Connecticut. W spalonym Forcie Mystic zginęło ponad 500 Pekotów, w tym wiele kobiet i dzieci. Wielu innych dostało się do niewoli.
Pekoci zostali rozbici, ale po tej bitwie Anglicy nie mieli już siły na zaatakowanie drugiej obronnej wioski Pekotów, w której skrył się m.in. ich wódz Sassacus. Także przybici ogromnymi stratami Indianie nie zdecydowali się na dalszą walkę. 150 wojowników wyruszyło wraz ze swym wodzem na zachód, na ziemie Irokezów (gdzie Sassacus zginął wkrótce z rąk Mohawków). Pozostali skryli się na okolicznych bagnach, gdzie stopniowo ich wyłapywano (żona i syn wodza trafili jako niewolnicy na Karaiby).
Oficjalnie wojna z Pekotami, w której według brytyjskich kronikarzy śmierć poniosło ok. 700 Pekotów, zakończyła się podpisaniem traktatu z Hardford w 1638. Sygnatariuszami traktatu były trzy zaangażowane w konflikt brytyjskie kolonie oraz Indianie Mohegan i Narragansett. Zgodnie z postanowieniami traktatu, sporne tereny podzielono między zwycięskie kolonie a sprzymierzonym z nimi plemionom przypadła w udziale część pekockich jeńców.
Pekotom, których po wojnie zostało w rozproszeniu ok. 1000, zabroniono używać nazwy plemienia i powrotu na dawne ziemie. Sto lat później około 130 z nich zamieszkiwało w trudnych warunkach dwa niewielkie rezerwaty: Mashantucket i Lantern Hill. Po długim okresie życia w biedzie i rozproszeniu, potomkowie tych pierwszych stworzyli (uznaną ponownie przez władze federalne dopiero w 1983 r.) jedną z najbogatszych – dzięki wybudowaniu znanego obecnie kasyna – tubylczych społeczności w USA, plemię Pekotów Mashantucket (ang. Mashantucket Pequot), liczące w 2005 roku 785 osób.